# Beleg van Eryx
Het Beleg van Eryx maakte deel uit van de Pyrrhische Oorlog. De Carthagers stonden er tegenover Pyrrhus, de koning van Epirus

## Achtergrond
Pyrrhus, die nog maar net was toegekomen in Sicilië, ging naar Agrigentum. Hij beloofde er een alliantie aan de tiran van deze stad. Toen hij aankwam telde zijn leger bijna 40.000 man, en kreeg het bevel over meer dan dertig steden.

## Verloop
De stad Eryx, gelegen op een heuvel, werd onmiddellijk opgemerkt door Pyrrhus wegens zijn strategische ligging, die zijn leger organiseerde om deze aan te vallen. Maar de stad was goed verdedigd. Hij kon de stad stormenderhand innemen dankzij een verrassingsaanval en doodde alle verdedigers die zich verzetten. Pyrrhus had beloofd dat als hij de slag zou winnen, hij spelen zou organiseren ter ere van Herakles, wat hij dan ook deed.
Dankzij zijn succes kon Pyrrhus doorstoten naar Panormus, en na heel wat overwinningen die zich bleven opstapelen, belegerde hij Libyaeum.